# April Art
April Art ist eine deutsche Rock-/Metal-Band aus Gießen.

## Geschichte
Die Band gründete sich im April 2014, rund anderthalb Jahre nach der Auflösung der Band Scarlet Fire. Die erste Besetzung bestand aus einem namentlich nicht bekannten Sänger, dem Gitarristen Philipp Tesarek, dem Bassisten Nico Neufeld und dem Schlagzeuger Marek Haesler. Der Bandname entstand, weil sich die Musiker im April trafen, um wieder zusammen Kunst zu machen. Zwischenzeitlich stieg der Sänger aus. Als Ersatz warb die Band Lisa-Marie Watz von einer Coverband ab. Im Jahre 2018 gewann die Band den hessischen Rock & Pop Preis. In den folgenden Jahren gab es zahlreiche Besetzungswechsel. Gitarrist Philipp Tesarek und Schlagzeuger Marek Haesler verließen April Art und wurden durch Chris Bunnell bzw. Ben Juelg ersetzt. Letzterer spielte zuvor in der Stoner-Rock-Band Skullboogey.
Am 26. April 2019 veröffentlichte die Band über Artist Station Records ihr Debütalbum Rise & Fall, welches von Frank Bornemann produziert wurde. Die COVID-19-Pandemie sorgte dafür, dass April Art kaum Konzerte spielten konnten. Daher nahmen die Musiker mit Fighter eine EP auf, die am 2. Juli 2021 erschien. Am 9. Oktober 2021 trat die Band beim Crossroads Festival in der Bonner Harmonie auf. Der Auftritt wurde für die WDR-Sendung Rockpalast aufgezeichnet. Im Frühjahr 2022 eröffneten April Art die Co-Headlinertournee von Dark Tranquillity und Ensiferum in Frankreich und Spanien. Am 17. Juni 2022 erschien auf Rock Attack Records das von der Band selbst produzierte zweite Studioalbum Pokerface. 
Die Band trat im Sommer 2022 auf den Festivals Rockharz Open Air und Alcatraz Hard Rock & Metal Festival auf, bevor im Herbst des Jahres die erste Headlinertournee mit der Vorgruppe Ghosther folgte. Abgeschlossen wurde das Jahr durch einen Auftritt beim Festival Metal Hammer Paradise. Im Frühjahr 2023 tourten April Art im Vorprogramm von John Diva & The Rockets of Love durch Deutschland und traten bei der Kieler Woche und dem Festival Masters of Rock auf. 2024 nahm die Band an der Kreuzfahrt 70000 Tons of Metal teil und trat im Sommer auf vielen Festivals wie z. B. dem Wacken Open Air auf. Für den 4. Oktober 2024 kündigten April Art ihr drittes Studioalbum Rodeo an, welches von Reaper Entertainment veröffentlicht und von einer Deutschlandtournee mit Ghosther als Vorgruppe gefolgt wird. Diverse Termine auf der Tour meldeten bereits im Vorfeld „Ausverkauft“.

## Stil und Rezeption
Björn Backes vom Onlinemagazin Powermetal.de verglich das Debütalbum mit Bands wie Guano Apes und Exilia. Sein Kollege Tobias Dahs oder auch Derkleinekolibri vom Onlinemagazin Bleeding4Metal hingegen verglichen das zweite Album Pokerface mit Crossover- und Nu-Metal-Bands der frühen 2000er Jahre. Pistol Schmidt vom Onlinemagazin Crossfire Metal beschrieb die Musik auf Pokerface als quietschbunte Mischung aus modernem Metal, gewürzt mit einem Sud aus Dance, einige sparsame Rap-Elemente und messerscharfem Metalcore, die auf Elektrosounds treffen.

## Trivia
Die Band trägt immer rote Bühnenoutfits.
Schlagzeuger Ben Juelg arbeitet Vollzeit für die Band und kümmert sich neben dem Schlagzeug auch um die Technik im eigenen Tonstudio und die Videodrehs der Band.
Im Vorfeld des Albums hat sich die Band dazu entschieden, viele Songs in Form von Single-Auskopplungen und Videos zu veröffentlichen, und erklärt das mit dem heutigen Konsum der Musikhörer, dass man als erfolgreiche Band laufend in der Öffentlichkeit stattfinden muss.
Das Pferd auf dem Cover von Rodeo steht in der Kommune Offenbach.

## Diskografie
Studioalben
- 2019: Rise & Fall (Artist Station Records)
- 2022: Pokerface (Rock Attack Records)
- 2024: Rodeo (Reaper Entertainment)

EPs
- 2021: Fighter (Rock Attack Records)